# Paroldo
Paroldo (piemontiul: Paròd) település Olaszországban, Piemont régióban, Cuneo megyében. Lakosainak száma 190 fő (2023. január 1.). Paroldo Ceva, Mombarcaro, Murazzano, Roascio, Sale San Giovanni és Torresina községekkel határos.

## Népesség
A település lakossága az elmúlt években az alábbi módon változott:
| Lakosok száma | 216  | 212  | 190  |
|               | 2017 | 2018 | 2023 |